# Darnel Situ
Darnel Situ (født 18. marts 1992) eren fransk fodboldspiller med congolesiske rødder, der tidligere har spillet for AGF. Han kan bruges både i forsvaret og på midtbanen.